# Sünser Spitze

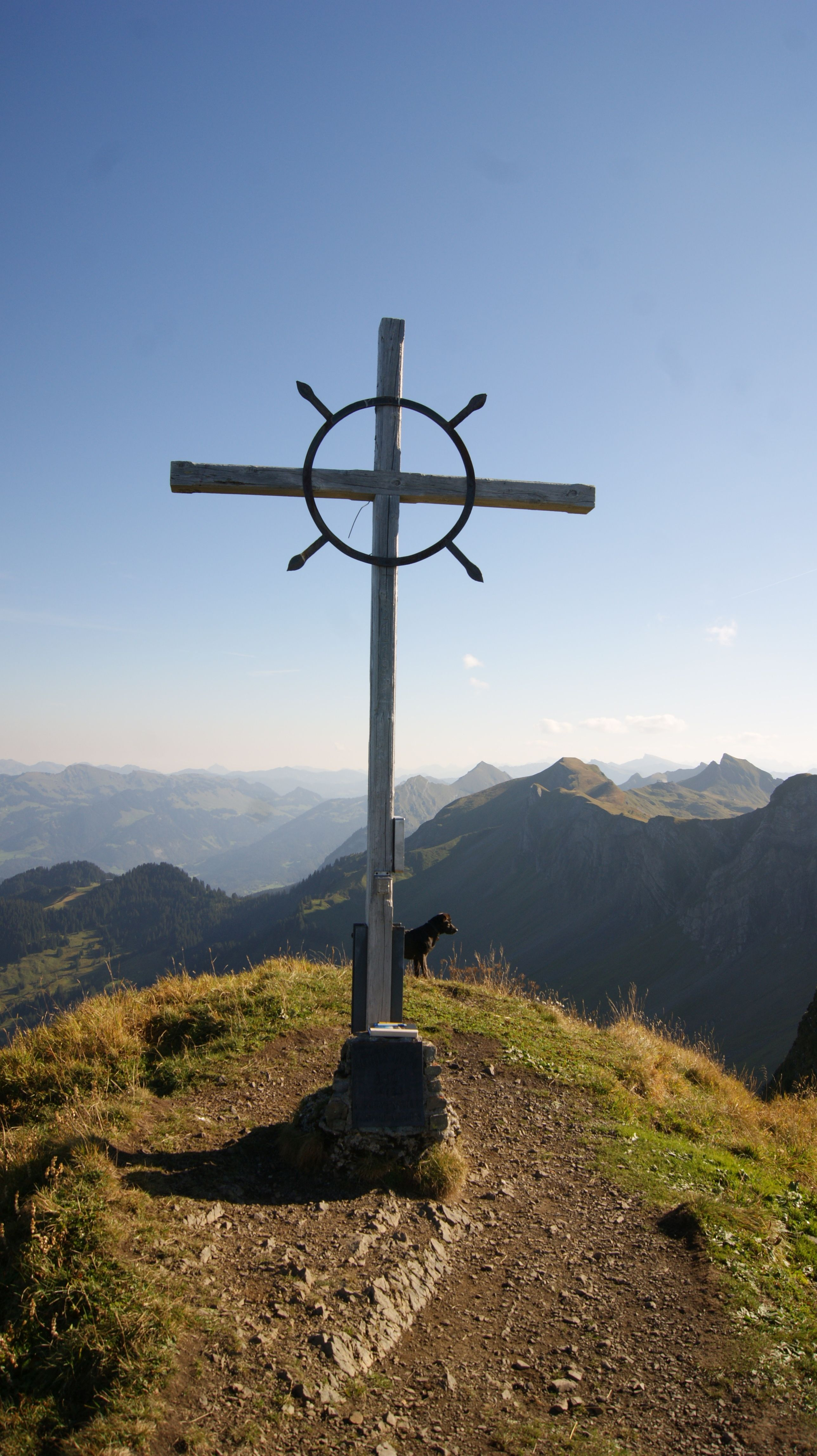
Vrcholový kříž

Sünser Spitze je horský vrchol v západorakouském Vorarlbersku v pohoří Damülser Berge, které je součástí Bregenzského lesa. Vrchol je 2 061 metrů vysoký a leží na obecní hranici mezi vesnicí Mellau v horním Bregenzském lese a městem Dornbirn, která zároveň tvoří hranici mezi okresy Dornbirn a Bregenz. Vrchol hory je nejvyšším bodem obce Dornbirn, jejíž centrum se nachází 14,2 km severozápadním směrem. Mimo to je také nejvyšší horou stejnojmenného okresu.

## Geografie

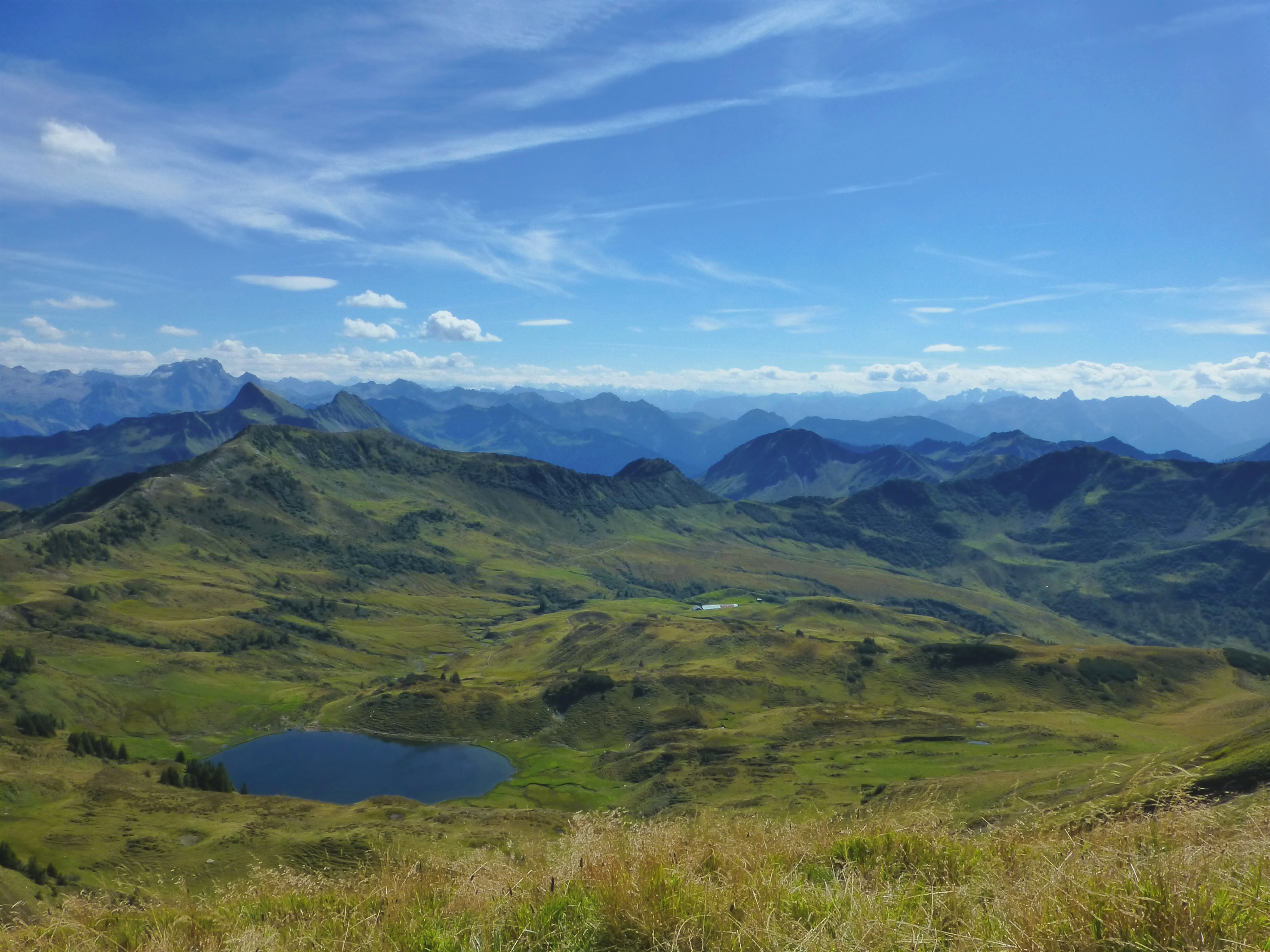
Výhled ze Sünser Spitze

Vrchol hory se nachází 576 metrů nad okolním terénem. Šířka základny je 21,5 km. Na úpatí Sünser Spitze leží jezero Sünser See. Samotná hora i přilehlé jezero jsou snadno dostupné po značených turistických cestách.
Terén kolem hory je na jihovýchodě hornatý, na severozápadě spíše kopcovitý. Nejvyšší horou v širším okolí je Rote Wand (2 704 m n. m.) ležící 17,2 km jihovýchodně od Sünser Spitze. Okolí hory je poměrně řídce osídlené (47 obyvatel na kilometr čtvereční).
Okolní oblast se skládá převážně z pastvin. V oblasti převládá vnitrozemské klima. Průměrná roční teplota v oblasti je 4 °C. Nejteplejším měsícem je červenec, kdy je průměrná teplota 15 °C, a nejchladnějším je leden s −8 °C. Průměrné roční srážky jsou 1 852 milimetrů. Nejdeštivějším měsícem je červen s průměrem 231 mm srážek a nejsušším březnem se 78 mm srážek.

## Původ jména
Neexistuje žádné spolehlivé odvození původu slova „Süns“. Josef Zösmair ho odvozuje od osobního germánského jména „Sunno“. Jako další možné zdroje jména uvádí také římské příjmení Sunius, franckého vévodu Sunna, žijícího kolem roku 400 n. l. či město Sinzheim v Bádensku, které bylo kolem roku 1261 nazýváno „Sumes“ nebo „Sunnesheim“. Zajímavou skutečností je také fakt, že ve Vorarlbersku se stalé lze setkat s příjmením „Sinz“.
V dokumentu z roku 1403, týkajícím se přilehlé horské pástviny Sünser Alpe, byl použit termín „Suniu“ (starý hornoněmecký výraz pro syna, gótsky: Sunus (Sunau)), který také může naznačovat puvod slova Süns.
Na první oficiální mapě z roku 1857 je Sünser Spitze označována jako Fällei Joch. V pozdějších mapách vrchol nebyl pojmenován, teprve na oficiální státní mapě ÖK50 z let 1961–1974 se objevuje s dnes používaným názvem, zpočátku však s nadmořskou výškou 2062 m. V Průvodci Alpenverein od Walthera Flaiga dostal vrchol své walserovské jméno Sünser Blanken.